# Волфрам Зиверс
Волфрам Зиверс (на немски: Wolfram Sievers) е германски доктор и офицер от СС.

## Ранен живот
Зиверс е роден през 1905 г. в Хилдесхайм, провинция Хановер (сега в Долна Саксония), син на протестантски църковен музикант. Съобщава се, че е музикално талантлив, че свири на клавесин, орган и пиано и обича немската барокова музика. Изгонен е от училище, защото е активен в Deutschvölkischer Schutz und Trutzbund и продължава да учи история, философия и религиозни изследвания в Техническия университет в Щутгарт, докато работи като продавач. Член на Bündische Jugend, той става активен в Artamanen-Gesellschaft, националистическо движение.

## Аненербе
Зиверс се присъединява към НСДАП през 1929 г. През 1933 г. ръководи Фондация „Екстринщайн“, основана от Хайнрих Химлер. През 1935 г., след като се присъединява към СС същата година, Зиверс е назначен за Reichsgeschäftsführer или генерален секретар на Аненербе. Той е действителният директор на операциите на Аненербе и до края на войната се издига до ранг СС-Щандартенфюрер.
През 1943 г. Зиверс става директор на Института за военни научни изследвания, който провежда широки експерименти, използващи хора. Той подпомага и събирането на черепи и скелети за изследването на Август Хирт в Reichsuniversität Straßburg, като част от тях са избрани и убити 112 еврейски затворници, след като са фотографирани и антропологичните им измервания са взети.

## Процес и екзекуция
Зиверс е съден по време на т. нар. Докторски процес в Нюрнберг, след края на Втората световна война, където той е наречен „нацисткият синигер“ от журналиста Уилям Шайрър, заради „дебелата му черна брада“. Институтът за военни научни изследвания е създаден като част от Аненербе, а прокуратурата в Нюрнберг поема отговорността за разследването на експериментите върху хора, проведени под егидата на Аненербе. Зиверс, като най-висш административен служител, е обвинен в активно подпомагане и насърчаване на престъпните експерименти.
Обвинен е в членство в организация, обявена за престъпна (СС) от Международния военен трибунал, и замесена в извършването на военни престъпления и престъпления срещу човечеството. В защитата си той твърди, че още през 1933 г. е бил член на антинацистко съпротивително движение, което планира да убие Адолф Хитлер и Хайнрих Химлер, и че е приел назначението си за управител на Аненербе, за да се доближи до Химлер и да наблюдава действията му. Освен това той твърди, че е останал на поста по съвета на своя лидер на съпротивата, за да събере жизненоважна информация, която да помогне за свалянето на нацисткия режим.
Зиверс е осъден на смърт на 20 август 1947 г. за престъпления срещу човечеството и е обесен на 2 юни 1948 г. в затвора Ландсберг в Бавария.